# Patricia Moreno Sánchez
Patricia Moreno Sánchez (Madrid, Espanya, 7 de gener 1988) és una gimnasta artística espanyola, ja retirada, guanyadora d'una medalla olímpica.
Membre del Club Gimnástica Artistica de Pozuelo de Alarcón, va iniciar a entrenar-se al Centre d'Alt Rendiment de Madrid a les ordres del seleccionador Jesús Carballo García. La seva actuació més destacada fou en els Jocs Olímpics d'Estiu de 2004 realitzats a Atenes (Grècia), on va aconseguir guanyar contra tot pronòstic la medalla de bronze en la prova olímpica de l'exercici de terra. Així mateix, en aquests mateixos Jocs, finalitzà cinquena en la prova per equips amb la selecció nacional espanyola, aconseguint un diploma olímpic. Afectada per diverses lesions, el juliol de 2008 decidí retirar-se de la competició activa.